# La oreja rota
La oreja rota (en francés: L'Oreille cassée) es el sexto álbum de la colección de las aventuras de Tintín, personaje creado por el dibujante belga Hergé.
Esta aventura de Tintín se publicó en álbum en 1937 y fue coloreada en 1943. Una vez más, Hergé hace referencia a situaciones de la actualidad mundial. La guerra entre San Theodoros y Nuevo Rico por culpa del petróleo es un retrato de la guerra del Chaco que enfrentó a Paraguay y Bolivia durante los años 1930.

## Argumento

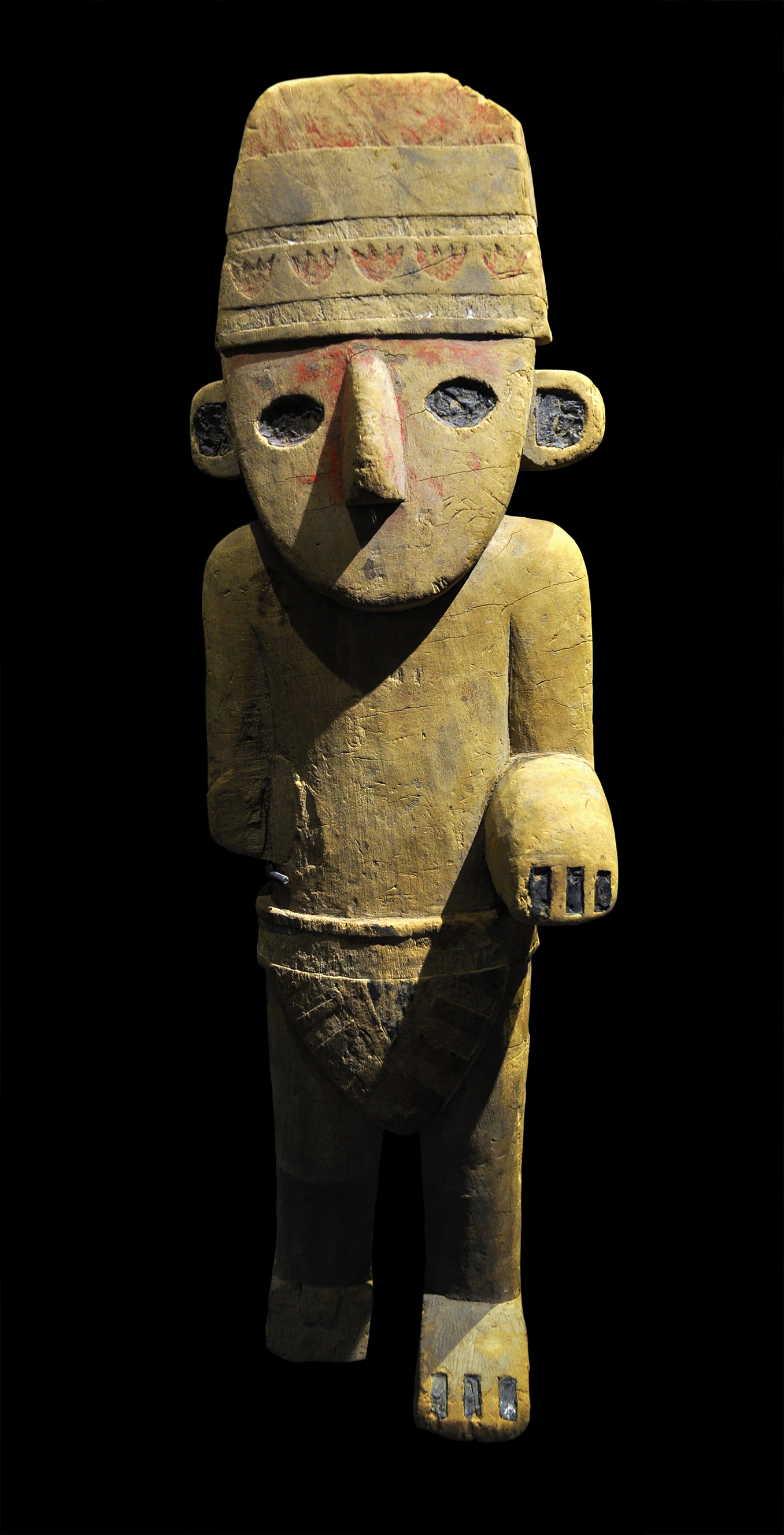
Estatua chimú parecida a la de la historieta

Un fetiche arumbaya ha sido robado del Museo etnográfico, que es devuelto muy pronto. Tintín ve que el original no tiene la oreja derecha entera y deduce que el fetiche devuelto es falso.
Al día siguiente muere Balthazar, un escultor famoso. Tintín encuentra rara la coincidencia e intenta conseguir al loro del escultor, el único testigo del crimen, que se escapa de su dueño.
Tintín recupera al loro pero se le escapa y dos individuos casi lo atropellan. Sin embargo, identifica la matrícula y espía a los malhechores, Ramón Bada y Alonso Pérez. El loro dice el nombre del ladrón del fetiche y asesino del escultor, Rodrigo Tortilla; Ramón y Alonso deciden seguir a Tortilla para matarlo en el primer país inventado por Hergé, la nación sudamericana de San Theodoros.
Los malhechores tienen éxito, pero son capturados e inculpan a Tintín, quien es condenado a muerte pero es salvado por una revolución.

En la revolución conoce al General Alcázar, que le nombra coronel y ayudante de campo. Un grupo de excoroneles intenta matar a Alcázar y mientras el general está de baja, Tintín conoce al señor Chicklet, que reaparece en Tintín y el Arte-Alfa, quien busca iniciar una guerra con la nación vecina de Nuevo Rico. Ante la negativa del reportero de iniciar hostilidades, Chicklet convence a Alcázar de que Tintín es un espía y es condenado a muerte de nuevo. 

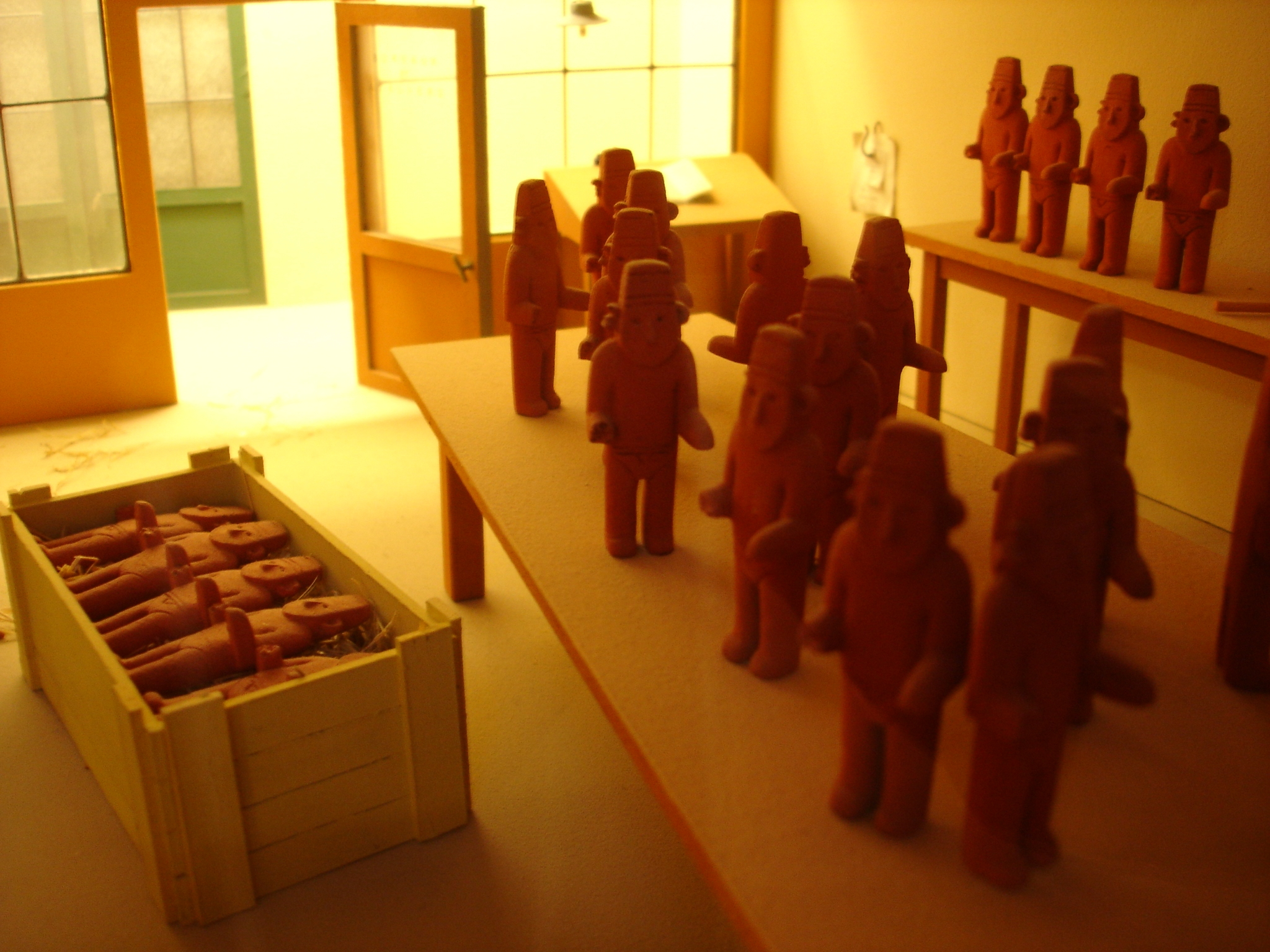
Copias del ídolo que se reproduce en la historieta

Tintín escapa con la ayuda de Pablo, un coronel que conspiraba que le perdonó la vida y que reaparece en Tintín y los Pícaros.
Tintín huye y se refugia en Nuevo Rico, donde busca resolver el enigma de los arumbayas. Allí viaja a la jungla y se adentra con la tribu arumbaya. Se encuentra a Rigdewell, un explorador que también aparece en Tintín y los Pícaros, quien le cuenta que Rodrigo Tortilla estuvo con ellos y que el fetiche contenía un diamante que protegía de las picaduras de serpientes a quien lo tocaba.
Tintín vuelve a Bruselas, donde descubre que el hermano del escultor fallecido estaba haciendo talla de fetiches en serie y que los ladrones del fetiche original habían sido Ramón y Alonso. Los dos bandidos mueren ahogados y Tintín lleva el fetiche al museo sin su diamante, pues cayó al mar a la vez que Ramón y Alonso.

## Caricaturas de famosos y referencias culturales
- Tintín se encuentra con Basil Bazaroff, que es el retrato de un conocido traficante de armas de la época llamado Basil Zaharoff.[2]

- Para dibujar la estatuilla que buscan los personajes (un fetiche arumbaya en la ficción), Hergé se inspiró en una estatuilla de madera que en realidad procedía de la cultura chimú y que está expuesta en el Museo del Cincuentenario de Arte e Historia de Bruselas.[3]